# Il generale Della Rovere
Il generale Della Rovere è un film del 1959 diretto da Roberto Rossellini, realizzato su un soggetto di Indro Montanelli, che fu rielaborato successivamente dallo scrittore nell'omonimo romanzo.

## Trama
(Il Generale Della Rovere, nella lettera scritta alla moglie)
Genova, autunno 1944. Sotto la Repubblica Sociale Italiana, Emanuele Bardone è un truffatore campano con piccoli traffici e che si fa passare per ingegnere o colonnello Grimaldi: è un amante del gioco d'azzardo e delle donne. Una mattina presto, rientrando a casa, viene fermato da un colonnello tedesco, Müller, che ha forato lo pneumatico dell'auto con chiodi messi dai partigiani. Bardone indica all'autista dell'ufficiale un meccanico vicino a cui rivolgersi. Hanno così modo di conversare e scambiarsi qualche parola sui tempi correnti e la guerra, ripromettendosi di rivedersi.
Con la complicità di Walter, un sottufficiale tedesco della Wehrmacht, Bardone estorce denaro ai familiari dei detenuti politici, millantando conoscenze influenti presso le autorità occupanti tedesche e promettendo, in cambio di soldi da usare come tangenti per corrompere qualche funzionario, l'interessamento di questi per una favorevole soluzione dei casi dei loro congiunti, la liberazione o una pena minore. Tale attività illecita gli serve per procurarsi il denaro per il gioco d'azzardo, le cui continue perdite lo divorano. Ricorre allora a Valeria, una ballerina con la quale vive, che sfrutta per avere prestiti oppure oggetti da impegnare, ma ormai anche lei non si fida più. Nei pacchi destinati ai detenuti, che gli lasciano i familiari dei perseguitati, c'è spesso il salame, allora considerato una leccornia, che ormai detesta. Lascia conti insoluti nei ristoranti. Olga, un'altra donna che lo ha molto amato e che è stata da lui raggirata con le solite promesse, rimanendone amareggiata, aiuta comunque Bardone, dandogli i suoi risparmi.
Un giorno però il suo gioco viene scoperto. Bardone telefona a una donna, a cui in precedenza aveva promesso di intercedere in favore del marito Michele Fassio, per ottenere denaro al fine di liberare il marito. La donna, ormai sconvolta per aver ricevuto notizia dell'esecuzione del consorte, fucilato dietro il camposanto monumentale di Staglieno, lo denuncia alle autorità e fissa un appuntamento in un bar per incastrarlo, rivelandogli che il marito è stato ucciso. Bardone, una volta arrestato, viene interrogato dal colonnello Müller davanti alle sue vittime, i familiari degli italiani arrestati. Per alleggerire la sua grave posizione, Bardone accetta di collaborare con Müller, il quale, riscontrata la sua abilità nell'ingannare le persone, gli propone di assumere l'identità del generale Giovanni Braccioforte Della Rovere, un importante ufficiale badogliano appena sbarcato clandestinamente in Liguria e ucciso in un posto di blocco mentre fuggiva nascosto su un camion dai soldati tedeschi, che non hanno rispettato la consegna di catturarlo vivo. Müller ordina di seppellire il corpo di Della Rovere lontano da Genova, affinché nessuno sappia della sua morte, mentre dispone di far spargere la voce che egli è stato arrestato. Bardone sarà internato a Milano, nel braccio politico del carcere di San Vittore, con l'incarico di impersonare Della Rovere per infiltrarsi e ottenere informazioni dagli altri prigionieri politici.
La realtà carceraria, e quella della Resistenza, con cui il truffatore viene a contatto, lo porta lentamente a riconsiderare i valori della dignità, del coraggio e del patriottismo. Gradualmente, egli finisce non solo a interpretare Della Rovere, perdendo la propria identità, ma a infondere coraggio e speranza agli altri prigionieri. Egli rimane profondamente colpito dalla morte di Aristide Banchelli, un partigiano a cui egli passa di nascosto un biglietto scritto. Scoperto, Banchelli viene torturato ma, timoroso di tradirsi sotto nuove coercizioni, arriva a suicidarsi. Anche il falso generale viene torturato, in modo da farlo passare nel braccio da eroe.
Infine, una notte, dopo una retata a Milano che ha portato alla cattura di civili e alcuni partigiani, il falso generale viene mandato a passare la notte nella stanza dove si trovano una ventina di uomini in attesa di esser fucilati per rappresaglia, a seguito dell'uccisione del federale di Milano. Tra questi uomini, i tedeschi sanno con certezza che c'è anche "Fabrizio", un capo della Resistenza, a cui la Gestapo dà la caccia, e al quale non è ancora riuscita a dare un nome. Il colonnello Müller gli chiede di scoprire chi sia Fabrizio tra quelli.
"Fabrizio" si presenta infatti a colui che crede essere il generale Della Rovere: ora Bardone dispone dell'informazione che gli garantirebbe, secondo le promesse del colonnello Müller, la libertà, oltre a un premio in denaro (1 milione di lire) e a un salvacondotto per la Svizzera. Ma, quando Müller gli chiede di rivelargli il suo nome, egli rinuncia a fare la spia, preferendo condividere la sorte degli uomini che stanno andando a morire piuttosto che tradire colui che, a rischio della vita, combatte nobilmente per la libertà di tutti. Riscattando in questo modo una vita fatta di umana miseria, Bardone si presenta con dignità al plotone d'esecuzione e muore insieme con altri dieci uomini, tra cui alcuni ebrei, dopo aver pregato Müller di far pervenire alla moglie del vero generale un biglietto di commiato. Rivolge ai suoi compagni l'esortazione ad affidare i loro estremi pensieri alle proprie famiglie, al re e alla patria: cade dopo avere gridato "Viva l'Italia!" Avendo assistito all'esecuzione, quando un altro militare tedesco fa notare al colonnello Müller, lì presente, che hanno fucilato per errore un uomo in più, egli riconosce di avere sbagliato, cioè intendendo, rivolto a sé stesso, di aver sbagliato nel giudicare il carattere dell'italiano.

## Genesi del film
Dopo la trilogia sulla guerra conclusasi nel 1948 con Germania anno zero, Roberto Rossellini con questo film e con il successivo Era notte a Roma torna ai temi bellici e resistenziali; Rossellini aveva da poco concluso il film India e si era già recato in Brasile, nell'agosto 1958, col proposito di verificare le condizioni per la realizzazione di un film tratto da Geografia della fame dell'etnologo brasiliano Josué de Castro. "[...] Vorrei continuare ciò che ho iniziato con India: scoprire gli esseri e le cose così come sono, nella loro estrema semplicità."
Rossellini viveva allora a Parigi (dove lo aveva condotto dall'India la sua nuova compagna, Sonaly Sen Roi). Egli accetta la proposta del produttore Moris Ergas di fare un film in coproduzione italo-francese; Ergas pone come condizione quella di presentare il film alla Mostra del Cinema di Venezia. Questo obbliga Rossellini, per accelerare le riprese, a concentrare i lavori nel teatro di posa. Il film infatti enfatizza la riproduzione artificiale dello spazio (come si vede bene nelle scene degli esterni e dall'uso dei "trasparenti").
Il ritorno alla realizzazione di un film tradizionale rappresentò per Rossellini un'operazione di compromesso. "[...] Temo che il film ottenga un grande successo e malgrado tutto lo spero. Forse è stato un errore tattico da parte mia volerlo realizzare. [...] Cerco di figurarmi il pro e il contro, i pericoli per la continuazione delle mie ricerche e le possibilità che mi offre." Di fronte alle perplessità del produttore Sergio Amidei sulla fattibilità nell'immediato dell'ambizioso progetto brasiliano, accettò l'offerta di Moris Ergas di lavorare su un racconto di Indro Montanelli, proprio mentre in Francia stavano per cominciare le trasmissioni del programma in dieci puntate L'India vista da Rossellini.
Il soggetto cinematografico (Il generale, Roma, Zebra film, 1959), che dopo l'uscita del film, rimaneggiato, diventerà anche un romanzo, nacque dall'esperienza di Montanelli stesso che venne imprigionato a San Vittore e conobbe realmente un certo Giovanni Bertoni, poi fucilato dai tedeschi a Fossoli nel 1944. Il film venne infine prodotto da Angelo Rizzoli che era detentore dei diritti sul racconto pubblicato dal giornalista. I familiari di Bertoni, dopo l'uscita del film, intentarono contro il regista una causa per diffamazione.
Nel ruolo di aiuto-regista lavorarono alla realizzazione del film i futuri registi Tinto Brass e Ruggero Deodato.
È il primo film italiano in cui si utilizza lo zoom, che poi lo stesso Rossellini userà nelle sue produzioni, soprattutto televisive.

## Contesto storico

Roberto Rossellini durante le riprese

Rossellini sembra meno interessato a intervenire nel dibattito politico-culturale, nel confronto tra le idee, che a continuare la riflessione sull'isolamento dell'individuo, iniziatasi in quella che Gianni Rondolino definisce la trilogia della solitudine (Stromboli, terra di Dio, Europa '51 e Viaggio in Italia).
Come osserva Adriano Aprà, in questo film è dominante il tema del muro. Girato in gran parte in carcere, esso si apre con una carrellata sui muri di Genova, ricoperti di manifesti della Repubblica Sociale, e si conclude con la fucilazione, davanti a un muro su cui, però, un anonimo "graffitaro" ha affrescato l'immagine di una città (allusione al riscatto morale del protagonista). Anche la struttura del racconto è incentrata sul confronto tra Bardone e Müller, sul reciproco tentativo di cogliere le motivazioni alla base del loro agire e di superare le incomprensioni. La Resistenza e l'Italia del periodo restano sullo sfondo.
Tuttavia, la fine del decennio è anche un periodo di forti passioni civili e acceso confronto politico. Di lì a poco la crisi del governo Tambroni aprirà la strada all'esperienza del centro-sinistra. La versione "mite e conciliatoria" della commedia all'italiana che ha caratterizzato gli anni cinquanta, sotto gli occhi di un vigile e onnipresente sistema di censura: "[...] Quello in cui si trovano ad agire e muoversi gli autori cinematografici è un vero e proprio terreno minato. La tecnica censoria si allarga sino ad occupare ogni minimo spazio, nella messa in atto di differenti e decentrate pratiche di controllo, di dissuasione, di impedimento." è ormai inadeguata a rappresentare una realtà sociale in rapido movimento.
Il 1959 è anche l'anno dell'affermazione della Nouvelle Vague al Festival di Cannes.

## Accoglienza

### Critica

Monicelli e Rossellini al Festival di Venezia

Alla 20ª Mostra internazionale d'arte cinematografica di Venezia il film venne premiato con il Leone d'oro, ex aequo con La grande guerra di Mario Monicelli (pur in presenza di notevoli opere straniere quali Il volto di Ingmar Bergman).
Più del dissacrante attacco di Monicelli alla retorica militare legata agli eventi della prima guerra mondiale, fu proprio il film di Rossellini (che pure sarebbe stato fatto oggetto di clamorose contestazioni: "[...] Su Il generale Della Rovere di Roberto Rossellini si rovesciano lo sdegno e la collera della destra, con il lancio di uova marce e bombette puzzolenti nelle sale in cui il film viene proiettato") a raccogliere i consensi più diffusi, sulla stampa moderata come in quella di sinistra. Sul Corriere della Sera del 1º settembre si scrisse di "felice ritorno alla sua vena migliore" del regista e, sulla stessa linea, il commento de l'Unità insisteva "[...] È accaduto ciò che da almeno dieci anni ci ostinavamo a sperare": cioè il ritorno alle origini di Roberto Rossellini, "[...] dopo la penosa, allucinante... decadenza".
Il successo, anche al botteghino, dei due film produsse anche l'effetto di rinnovare significativamente la produzione cinematografica. Numerosi furono negli anni immediatamente successivi i registi che affrontarono il tema della resistenza o degli ultimi anni del fascismo: da Florestano Vancini (La lunga notte del '43, del 1960) a Giuliano Montaldo (Tiro al piccione, del 1961), da Nanni Loy (Le quattro giornate di Napoli, del 1962) a Luigi Comencini (Tutti a casa e La ragazza di Bube, del 1960 e 1963).
Lino Miccichè, che già a Venezia, come inviato dell'Avanti!, aveva puntato il dito sui "troppi penzolamenti tra il retorico e il commosso, da una parte, e tra il satirico e il comico, dall'altra", individuerà nel film di Rossellini l'archetipo di quello "spirito assolutorio" che avrebbe caratterizzato gran parte della produzione cinematografica italiana relativa a quel periodo storico.
Franco Fortini critica la "conversione" di Della Rovere: "[...] Il falso Della Rovere non scorge nessuna verità nei resistenti, ma solo il loro coraggio. Questa la differenza dal prete di Roma città aperta. [...] L'equivoco morale ed estetico del film è nell'aver trasformato lo spirito resistenziale in una specie di eterna conversione al bene e al sacrificio di sé. [...]"
Diversa la posizione di Pier Paolo Pasolini, che giudica il film "un avvenimento davvero importante", che mostra che in Italia esiste una cultura capace di "togliere nuovamente la maschera all'Italia, vedere ancora la sua faccia vera, quindici anni dopo".
Bosley Crowther, sul New York Times nel 1960, dice che "nel complesso il film è splendido, sempre più articolato e profondo a mano a mano che procede".

## Premi e riconoscimenti
- Festival di Venezia 1959
  - Leone d'oro al miglior film
- David di Donatello 1960
  - Miglior produttore
- Nastri d'argento 1960
  - Miglior film